# Simon Greul
Simon Greul (Stuttgart, 13 april 1981) is een Duitse tennisser. Sinds zijn profdebuut in 2000 heeft hij nog geen ATP-toernooien gewonnen. Ook het bereiken van de finale is hem nog niet gelukt, hij heeft echter wel al negen challengers gewonnen.
In het jaar 2006 kwam hij de top 100 binnen op de ATP-ranglijst. Dat jaar bleek een zeer succesvol seizoen, hij won namelijk 3 challengers en speelde op meerdere ATP-toernooien. Nadat Greul in 2007 enkele malen deelnam aan Grand Slams, zou het nog tot 2009 duren voordat hij weer verscheen op de grootste toernooien van het seizoen.

## Prestatietabel
| Legenda | Legenda                          |
| ------- | -------------------------------- |
| g.t.    | geen toernooi gehouden           |
| l.c.    | lagere categorie                 |
| –       | niet deelgenomen                 |
| G       | uitgeschakeld in de groepsfase   |
| 1R      | uitgeschakeld in de eerste ronde |
| 2R      | uitgeschakeld in de tweede ronde |
| 3R      | uitgeschakeld in de derde ronde  |
| 4R      | uitgeschakeld in de vierde ronde |
| KF      | uitgeschakeld in de kwartfinale  |
| HF      | uitgeschakeld in de halve finale |
| F       | de finale verloren               |
| W       | het toernooi gewonnen            |
| w-v     | winst/verlies-balans             |

### Prestatietabel grand slam, enkelspel
| Toernooi        | 2006 | 2007 | 2008 | 2009 | 2010 | 2011 |
| --------------- | ---- | ---- | ---- | ---- | ---- | ---- |
| Australian Open | –    | 1R   | –    | –    | 1R   | 1R   |
| Roland Garros   | –    | –    | 1R   | 1R   | 1R   | –    |
| Wimbledon       | 1R   | –    | –    | 2R   | 1R   | –    |
| US Open         | 1R   | –    | –    | 2R   | 1R   | –    |

### Prestatietabel grand slam, dubbelspel
| Toernooi        | 2007 | 2008 | 2009 | 2010 |
| --------------- | ---- | ---- | ---- | ---- |
| Australian Open | 1R   | –    | –    | 1R   |
| Roland Garros   | –    | –    | 1R   | 2R   |
| Wimbledon       | –    | –    | –    | 1R   |
| US Open         | –    | –    | 1R   | 1R   |